# Danilo Donati
Danilo Donati (Suzzara, 1926.– Róma, 2001. december 1.) kétszeres Oscar-díjas olasz díszlet- és jelmeztervező, művészeti vezető. Az 1950-es évek végén került a filmvilágba mint jelmeztervező. Pier Paolo Pasolini, Federico Fellini és Franco Zeffirelli filmjeivel aratta legnagyobb szakmai sikereit.

## Pályafutása
Donati születésének pontos dátuma nem ismeretes, csupán az év: 1926. Firenze városában folytatta tanulmányait, melyeket a második világháború miatt kénytelen volt megszakítani: a katonai behívó elől édesanyja rejtette el szülővárosában, Suzzarában. A háború után Donati a firenzei Képzőművészeti Akadémián képezte tovább magát. Egy panzióban lakott, és bohém művészek társaságában múlatta az időt. Ott ismerkedett meg Franco Zeffirellivel. 1953-ban meghalt az édesanyja, és ez Donatit mély depresszióba taszította. Barátai megpróbálták elterelni a figyelmét a gyászról: Zeffirelli bemutatta Luchino Viscontinak, aki akkortájt a milánói Scalában  rendezett. Donati Visconti asszisztense lett, de természetesen Zeffirelli is őt hívta színpadi, majd később filmes rendezéseihez.
Noha első filmjét az olasz filmvilág tekintélyes mesterével, Mario Monicellivel forgatta (A nagy háború), és mindjárt az első időkben olyan elismert rendezők hívták dolgozni, mint Roberto Rossellini és Alberto Lattuada, a Pier Paolo Pasolinivel való együttműködése hozott jelentős fordulatot a pályáján. A Agymosás (RoGoPaG) című szkeccsfilm hírhedt epizódjában, A túróban dolgozott együtt először Pasolinivel. A rendező több alkotásában dolgozott fel olyan klasszikus műveket, melyekben a jelmezeknek egyszerre kellett korhoz kötöttnek és ugyanakkor időtlennek lenniük. Pasolini nagy hangsúlyt fektetett a beállításokban szereplő tárgyak összhangjára is, és elsőként bízta meg Donatit jelmeztervezésen kívül eső feladattal: egy asztali dekoráció elkészítésével Caravaggio stílusában. A Máté evangéliuma esetében Pasolini a szereplők társadalmi helyzetének és jellemének érzékeltetésére – a különböző nyelvjárások alkalmazása mellett – a Donati által tervezett jelmezeket is felhasználta. Az Oidipusz király forgatásakor Donati azzal érte el a Pasolini által megkívánt időtlenséget, hogy több kultúra motívumainak felhasználásával alkotta meg a jelmezeket, amelyek olykor egészen másként hatottak, mint amilyennek első látás alapján feltételezné róluk a néző. A tervezéshez Donati természetes, „szegényes” anyagokat használt, mint például fa, szalma, géz vagy tengerparti kagylók. Az Élet trilógiája filmjei kapcsán a jelmezek pompázatos, színes kavalkádja jut először a néző eszébe: Donati a tervezéskor figyelembe vette a kor festőinek stílusát is. Így például a Dekameron többek között Giotto di Bondone és Masaccio stílusára emlékeztet, a Canterbury meséken Id. Pieter Brueghel és Hieronymus Bosch hatása fedezhető fel a jelmezekben is, míg Az Ezeregyéjszaka virágai az Oidipusz király-féle archaikus egyszerűséget és időtlenséget idézi meg. A Salò, avagy Szodoma 120 napja című filmben elsősorban a mesélő hölgyek káprázatos, mégis ízléstelen kosztümjeinek van jellem- és hangulatfestő szerepe.
Noha Donatit már a Máté evangéliumáért is Oscar-díjra jelölték, az igazi nemzetközi sikert Zeffirellivel közös munkája, A makrancos hölgy hozta meg számára. Eredetileg nem is ő lett volna a jelmeztervező: a két főszereplő sztár, Elizabeth Taylor és Richard Burton ugyanis ragaszkodtak Irene Sharaffhoz, ám az általa tervezett első kosztümöket maga Burton találta használhatatlanoknak. Zeffirelli Donatit bízta meg a munkával, amely újabb Oscar-jelölést hozott a jelmeztervező számára. (Taylor viszont kitartott Sharaff kosztümjei mellett.) Zeffirelli és Donati együttműködése azért volt szerencsés, mert a rendező filmjeiben a látványosság mindig fontos szempont volt, Donati kosztümjei pedig tökéletesen megfeleltek erre a célra, ugyanakkor praktikusságuk miatt a természetesség, a hitelesség érzetét keltették. Együttműködésük csúcspontja kétségtelenül a Rómeó és Júlia volt, melyért Donati megkapta élete első Oscarját.
Federico Fellini és Donati munkakapcsolata szintén nagyon gyümölcsözőnek bizonyult. A sokat bírált Fellini-Satyricon volt első közös alkotásuk. Donati pazar, mégis funkcionális kosztümjei nagyban hozzájárultak a film hangulatának megteremtéséhez. Fellini azonban nemcsak a jelmeztervezés feladatait bízta Donatira, hanem a díszletek tervezésére is felkérte: a több mázsa karamell-lapocskából készült mozaik vagy a borsószemekből (!) alkotott szobrok már önmagukban nagy fantáziáról és leleményességről tanúskodnak. A Fellini-Róma és az Amarcord kapcsán viszont épp arra figyelhetünk fel, hogy Donati remekel a visszafogott, ám mégsem jelentéktelen jelmezek készítése terén is. (Ámbár a Fellini-Róma egyházi divatbemutatót ábrázoló jelenetében alaposan szabadjára engedhette a fantáziáját.) A Fellini-Casanova egyik legemlékezetesebb díszletét, a szerelmi aktusokban látható mozgó-muzsikáló madárautomatát is Donati tervezte, aki mellesleg tésztából (!!) készített ékszereket a női szereplők számára. Munkáját újabb Oscar-díjjal ismerték el.
Egyéb munkái közül érdemes megemlíteni Tinto Brass hírhedt, pornográf elemeket sem nélkülöző Caligula című alkotását, melyben a látványos díszletek és színpompás jelmezek egyaránt a beteges érzékiséget hangsúlyozzák. A nem teljesen alaptalanul megbukott sci-fi, a Flash Gordon esetében is hatnak Donati furcsa, pazar, mégis futurisztikus díszletei és jelmezei, akárcsak a Vörös Szonja című fantasyfilmben. Kicsit a Máté evangéliuma világát idézi meg Liliana Cavani Assisi Szent Ferencről szóló filmje, a Francesco, amely képileg is feltűnő ellentéte Zeffirelli Szent Ferenc-filmjének, a Napfivér, Holdnővérnek, melyben szintén Donati tervezte a jelmezeket. Az 1990-es években Roberto Benigni három ismert filmjében is igényt tartott Donati szakmai közreműködésére. Szakmája iránti lelkesedésétől vezérelve rendszeresen tárlatokat szervezett neves hazai és külföldi kollégái munkáiból. Halála előtt nem sokkal jelent meg önéletrajzi regénye, a Caprifuoco. Barátai és tisztelői a leghíresebb terveiből készített kiállítással vettek búcsút tőle.

## Filmjei (mint jelmeztervező)
- 2002 Pinocchio
- 2000 Jérusalem (tévéfilm)
- 1997 Az élet szép (La Vita è bella)
- 1997 Nostromo (tévésorozat)
- 1996 Háromkirályok (I Magi randagi)
- 1994 A szörnyeteg (Il Mostro)
- 1989 Francesco
- 1987 Interjú (Intervista)
- 1986 Momo
- 1986 Ginger és Fred (Ginger e Fred)
- 1985 Vörös Szonja (Red Sonja)
- 1980 Flash Gordon
- 1979 Caligula (Caligola) (nincs feltüntetve a stáblistán)
- 1979 Hurrikán (Hurricane)
- 1977 A nagy főzés (Gran bollito)
- 1976 Fellini-Casanova (Il Casanova di Federico Fellini)  (nincs feltüntetve a stáblistán)
- 1975 Salò, avagy Szodoma 120 napja (Salò o le 120 giornate di Sodoma)
- 1974 Az Ezeregyéjszaka virágai (Il fiore delle mille e una notte)
- 1973 Amarcord
- 1972 Canterbury mesék (I racconti di Canterbury)
- 1972 Fellini-Róma (Roma)
- 1972 Napfivér, Holdnővér (Fratello sole, sorella luna)
- 1971 Dekameron (Il Decameron)
- 1971 Csoda olasz módra (Per grazia ricevuta)
- 1969 Fellini-Satyricon
- 1969 Disznóól (Porcile)
- 1969 A monzai apáca (La Monaca di Monza)
- 1969 Gramigna szeretője (L’Amante di Gramigna)
- 1968 Rómeó és Júlia (Romeo and Juliet)
- 1968 Az erényöv (La Cintura di castità)
- 1967 Oidipusz király (Edipo re)
- 1967 A makrancos hölgy (The Taming of the Shrew)
- 1966 El Greco
- 1966 Madarak és madárkák (Uccellacci e uccellini)
- 1965 Mandragóra (La Mandragola)
- 1964 Máté evangéliuma (Il Vangelo secondo Matteo)
- 1963 Chi lavora è perduto
- 1963 Agymosás (RoGoPaG)
- 1963 La Bella di Lodi
- 1963 Il Comandante
- 1963 Scanzonatissimo
- 1962 La Steppa
- 1962 La Cuccagna
- 1961 Vanina Vanini
- 1960 Adua és társnői (Adua e le compagne)
- 1959 A nagy háború (La Grande guerra)

## Fontosabb díjak és jelölések

### Oscar-díj
- 1967 jelölés Máté evangéliuma és Mandragóra
- 1968 jelölés A makrancos hölgy (megosztva Irene Sharaff-fal)
- 1969 díj Rómeó és Júlia
- 1977 díj Fellini-Casanova

### BAFTA-díj
- 1969 díj Rómeó és Júlia
- 1974 jelölés Fellini-Róma és Napfivér, Holdnővér
- 1978 díj Fellini-Casanova (megosztva Federico Fellinivel)
- 1981 jelölés Flash Gordon

### David di Donatello-díj
- 1986 díj Ginger és Fred
- 1989 díj Francesco
- 1997 díj Marianna Ucrìa
- 1998 díj Az élet szép
- 2003 díj Pinocchio

### Ezüst Szalag díj
- 1965 díj Máté evangéliuma
- 1968 díj A makrancos hölgy
- 1969 díj Rómeó és Júlia
- 1970 díj Fellini-Satyricon (megosztva Luigi Scaccianocével)
- 1971 díj Bohócok
- 1973 díj Fellini-Róma
- 1977 díj Fellini-Casanova
- 1986 díj Ginger és Fred
- 1989 díj Francesco
- 1998 díj Marianna Ucrìa